# Pine Plains (New York, város)
Pine Plains város az USA New York államában, Dutchess megyében. Lakosainak száma 2218 fő (2020. április 1.).

## Népesség
A település népességének változása:

| 2010 | 2 473 |
| 2020 | 2 218 |